# Amherst, Nebraska
Amherst är en ort i Buffalo County i delstaten Nebraska, USA.